# 黒田村 (京都府)
黒田村（くろだむら）は、京都府北桑田郡にあった村。
現在の京都市左京区広河原能見町・広河原下之町・広河原尾花町・広河原菅原町・広河原杓子屋町、右京区京北片波町・京北宮町・京北下黒田町・京北上黒田町・京北灰屋町・京北芹生町にあたる。

## 地理
- 山岳：湯槽山、鍋谷山
- 河川：桂川
- 峠：佐々里峠

## 歴史
- 1889年（明治22年）4月1日 - 町村制の施行により、北桑田郡広河原村・片波村・宮村・下黒田村・上黒田村・灰屋村・芹生村の区域をもって成立。大字宮に村役場を設置。
- 1955年（昭和30年）3月1日 - 周山町・宇津村・細野村・山国村・弓削村と新設合併して京北町が発足。同日黒田村廃止。